# Christoph Erdmenger
Christoph Erdmenger (* 2. April 1970 in Braunschweig) ist ein deutscher Umweltwissenschaftler und Politiker (Bündnis 90/Die Grünen).

## Leben

### Beruf
Nach einem Studium der Geoökologie und einigen Semestern Volkswirtschaftslehre an der Universität Karlsruhe wurde Erdmenger Umweltwissenschaftler beim Städtenetzwerk ICLEI. Hier entwickelte er zwischen 1996 und 1999 zusammen mit Konrad Otto-Zimmermann und Holger Robrecht das kommunale Umweltmanagementsystem ökoBUDGET. Ab 2000 baute er den Bereich „Öko-effizientes Wirtschaften“ mit Schwerpunkt auf umweltfreundlicher Beschaffung auf und entwickelte die Procura+ Kampagne für nachhaltiges Beschaffungswesen. Danach arbeitete er beim Umweltbundesamt von 2004 bis 2008 als Leiter des Fachgebiets „Nachhaltige Energieversorgung“ und war 2007 maßgeblich an der Strategie zur 40%igen CO2-Emissionsminderung in Deutschland bis 2020 beteiligt. Von 2008 bis zu seinem Wechsel in den Landtag leitete er das Fachgebiet „Umwelt und Verkehr“, das 2009 eine Strategie für nachhaltigen Güterverkehr in Deutschland vorlegte. In seiner Funktion als Leiter der Abteilung 'Nachhaltige Mobilität' des Ministeriums für Verkehr Baden-Württemberg, die er 2013 übernahm, war zunächst die Luftreinhaltung ein Schwerpunkt. Hier war er für Konzept und Umsetzung zur Luftreinhaltung, u. a. in Stuttgart und Reutlingen, verantwortlich. Seit 2020 ist der Klimaschutz im Verkehr und die Verkehrswende in Baden-Württemberg der Schwerpunkt der Abteilung, der durch Maßnahmen wie Elektromobilität, Ladeinfrastruktur, Radverkehrsförderung und Parkraummanagement vorangetrieben wird. Im März 2021 absolvierte er als Leiter der Impfkampagne des Landes Baden-Württemberg eine Zeit im Ministerium für Soziales, Gesundheit und Integration.

### Politik
Seit 1990 ist er Mitglied der Partei der Grünen. Von 1991 bis 1995 gehörte er dem Kreisvorstand in Karlsruhe, von 1998 bis 2000 dem Landesvorstand in Baden-Württemberg an. Von 1996 bis 2000 war er Sprecher der Bundesarbeitsgemeinschaft Wirtschaft und Finanzen der Partei. Danach war er von 2000 bis 2002 Mitglied im Bundesvorstand des Verkehrsclubs Deutschland. Als Mitglied der wirtschaftspolitischen Kommission der Heinrich-Böll-Stiftung entwickelte er 2005 das Konzept „Ressourcenleichtes Wirtschaften“. Er war seit 2006 zunächst neben Undine Kurth, ab 2008 neben Claudia Dalbert einer der beiden Vorsitzenden des Landesverbandes Sachsen-Anhalt. 2008 wurde er mit 93,5 % wieder gewählt. Während Dalbert auch 2010 wiedergewählt wurde, scheiterte Erdmenger knapp, da er um eine Stimme unterhalb des nötigen Quorums blieb. Bei einer Nachwahl am 25. September 2010 trat er erneut an und konnte sich mit 62 % der Stimmen gegen einen Gegenkandidaten (36 %) durchsetzen. Nach ihrer Wahl in den Landtag legten Frau Dalbert und Herr Erdmenger im Juni 2011 ihre Ämter als Landesvorsitzender nieder.
Christoph Erdmenger kandidierte bei der Bundestagswahl 2009 am 27. September im Bundestagswahlkreis Börde – Jerichower Land (Wahlkreis 68) als Direktkandidat und erzielte 3,5 % der Erststimmen. Zur Landtagswahl in Sachsen-Anhalt 2011 kandidierte er auf Platz 2 der Landesliste seiner Partei und wurde in den Landtag gewählt. Dort war er unter anderem wirtschaftspolitischer Sprecher seiner Fraktion und Mitglied in den Ausschüssen für Wissenschaft und Wirtschaft sowie für Finanzen. Im September 2013 schied Erdmenger aus dem Landtag aus, um die Leitung der Abteilung „Nachhaltige Mobilität“ im Verkehrsministerium Baden-Württemberg anzutreten.
Im November 2019 kandidierte er bei der Landratswahl im Landkreis Ludwigsburg, unterlag allerdings Dietmar Allgaier.